# Harry Mallin
Harry Mallin, född 1 juni 1892 i Shoreditch, död 8 november 1969 i Lewisham, var en brittisk boxare.
Mallin blev olympisk mästare i mellanvikt i boxning vid sommarspelen 1920 i Antwerpen.